# Biturix pellucida
Biturix pellucida là một loài bướm đêm thuộc phân họ Arctiinae, họ Erebidae.